# Моисеев, Лев Павлович
Моисеев Лев Павлович (22 июля 1924 — 26 января 2012) — заслуженный тренер РСФСР по хоккею с шайбой. Почетный гражданин города Серова. Председатель комитета по физической культуре и спорту г. Серова.

## Биография
Родился 22 июля 1924 года в городе Серове. Спортом начал заниматься в середине 1930 годов во Дворце культуры Надеждинского металлургического завода, где находился единственный в городе спортивный зал. Играл в баскетбол, волейбол, занимался легкой атлетикой. В 1941 году окончил среднюю школу № 16. Поступил в Томское зенитное артиллерийско-техническое училище.
Участник Великой Отечественной войны.
В декабре 1941 года курсантов Томского училища передислоцировали в Ивановскую область. После переформирования из них стали готовить десантников. Через два месяца Моисеев получил звание младшего командира и стал помощником командира взвода. В короткий срок, освоив военную профессию парашютиста — десантника, он сам стал учить прибывающих бойцов. В 1944 году попал в госпиталь из-за тяжёлой болезни. Два месяца лечился в Саратовском госпитале, получил инвалидность. В 1944 году гвардии сержант Моисеев вернулся в Серов, поступил на работу в Гороно и взялся за организацию детской спортивной школы, став ее первым директором.
В 1944—1947 годах работал в Серовском городском отделе народного образования (инструктор по военной подготовке).
В 1946 году был назначен заместителем председателя городского комитета по физической культуре и спорта и вскоре возглавил горспорткомитет. В этой должности проработал до 1958 года.
Принимал участие в первенствах Российской Федерации по лёгкой атлетике, хоккею с шайбой, баскетболу. Под его руководством команды баскетболистов и волейболистов города Серова много раз становились чемпионами области и призёрами первенств Российской Федерации.
В 1948—1950 годах серовские легкоатлеты были победителями Всесоюзных легкоатлетических соревнований среди предприятий металлургической промышленности (Спартакиада ста заводов). Его воспитанники, мастера спорта Рахим Гатаулин, Юрий Вивденко и другие, являлись членами сборной команды Советского Союза.
Один из родоначальников отечественного[уточнить] хоккея с шайбой. С 1946 года играл за команду «Металлург», потом был играющим тренером.
В 1947 году по инициативе Л. П. Моисеева была построена хоккейная площадка с электрическим освещением, одна из первых в Советском Союзе.
В 1958—1971 годах — старший тренер хоккейной команды «Металлург», игравшей в классе «Б».
В 1953 году окончил заочный факультет Московского государственного центрального института физической культуры им. В. И. Сталина.
В 1966 году команда[какая?] стала чемпионом РСФСР и перешла в класс «А», где играла до 1971 года.
В эти годы Моисеев подготовил двенадцать мастеров спорта, в том числе чемпионов мира Виктора Пучкова, Аркадия Рудакова, Григория Великжанина и других.
Л. П. Моисеев в 1971—1972 годах руководил спортивным клубом «Надежда» металлургического завода им. А. К. Серова.
1972—1984 гг. — председатель добровольного спортивного общества (ДСО) «Металлург».
После выхода на пенсию (1984) поступил на работу на Серовский металлургический завод в ремонтно-строительный цех. Возглавив строительную бригаду, занимался ремонтом и строительством спортивных сооружение.
Умер 26 января 2012 года в Серове. В этом же году в городе был проведен первый межрегиональный турнир памяти знаменитого тренера с участием юных хоккеистов 2002 года рождения из Серова, Перми, Тюмени и Снежинска.

## Награды и звания
- Орден Отечественной войны 2-й степени
- Имеет 15 боевых и юбилейных медалей
- Заслуженный тренер РСФСР (1970) — за многолетний вклад в развитие физической культуры и спорта, подготовку почётного мастера спорта Виктора Пучкова
- Нагрудный знак «Отличник физкультуры и спорта»
- Ветеран физкультуры и спорта города Серова
- Почётный гражданин города Серова (2000) — за особые заслуги перед городом в деле развития физической культуры и спорта, большой личный вклад в воспитание и подготовку спортсменов высшего класса, активную общественную деятельность.
- Почётные грамоты ЦК ВЛКСМ, Комитета физкультуры СССР, Министерства чёрной металлургии и ВЦСПС